# Karnin (Gorzów Wielkopolski)
Karnin (niem. Kernein) – dzielnica Gorzowa Wielkopolskiego położona w południowej części miasta. W granice administracyjne Gorzowa włączona została w 1977 roku. Można tutaj dojechać autobusami MZK Gorzów linii 103, 116, 118, K (linia sezonowa Osiedle Staszica – Zalew Karnin).

## Infrastruktura
Przez dzielnicę przebiega droga ekspresowa S3, relacji Szczecin – Zielona Góra oraz linia kolejowa łącząca Gorzów Wielkopolski ze Skwierzyną i Zbąszynkiem. Znajduje się też tutaj stacja kolejowa Gorzów Wielkopolski Karnin, której budynek został adaptowany do innych celów.
W Karninie znajduje się Zalew Karnin – miejsce wypoczynku Gorzowian w okresie letnim.

## Historia
Do około 1400 roku mieszkańcy wsi składali staroście Międzyrzecza Domaratowi z Iwna jako dowód podwładności. Około 1405 roku biskup poznański Wojciech Jastrzębiec prowadził spór z mieszczanami położonego wtedy w Nowej Marchii miasta Landsberg (Gorzów Wielkopolski) o świętopietrze ze wsi Karnin. 

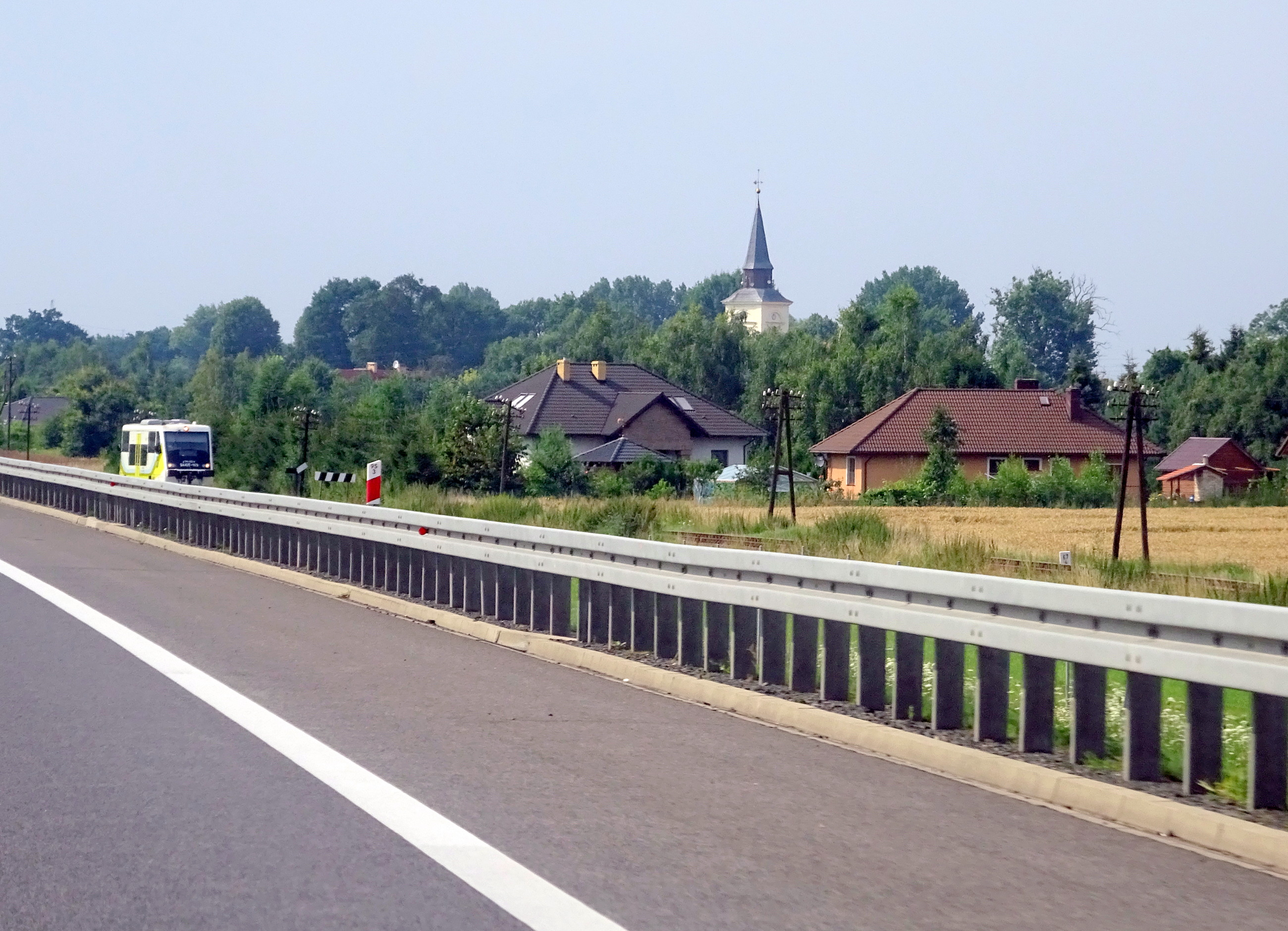
Widok z drogi ekspresowej S3

## Zabytki
W centrum Karnina stoi zabytkowy kościół pw. NMP Królowej Polski z 1822 roku. W roku 1828 dobudowana została wieża, a w roku 1904 zakrystia. W kościele późnobarokowa chrzcielnica z XVIII w.

## Sport
W dzielnicy działa piłkarski Klub Sportowy „Piast” Karnin założony w 2005 roku i występujący w klasie okręgowej, gr. Gorzów Wielkopolski.